# Sepp Kast

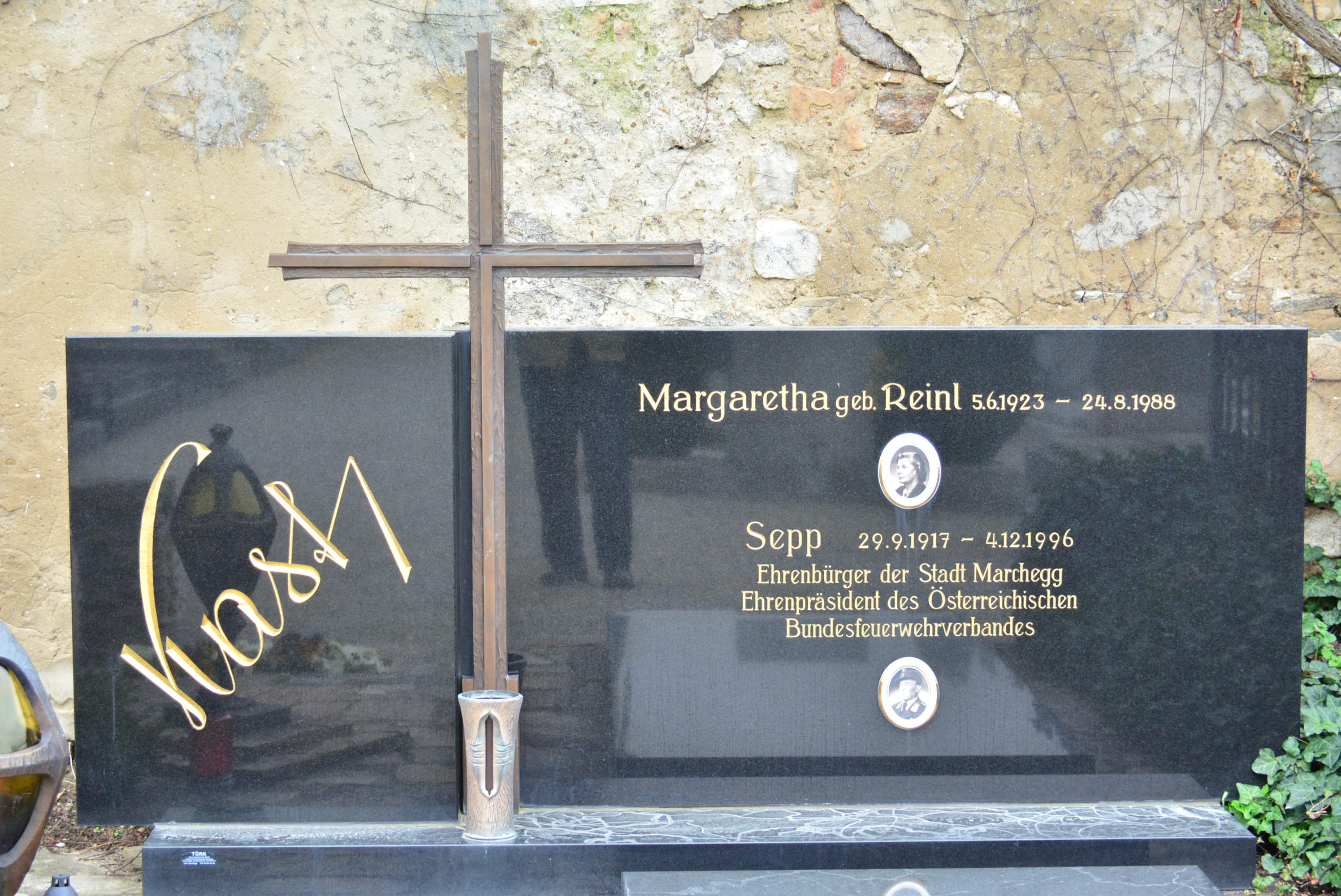
Grabmal von Sepp Kast (Friedhof Marchegg)

Josef „Sepp“ Kast (* 29. September 1917 in Marchegg, Niederösterreich; † 4. Dezember 1996 ebenda) war ein österreichischer Feuerwehrfunktionär. Im Zweiten Weltkrieg war er Offizier der Waffen-SS.

## Leben
Josef Kast wurde als viertes von zehn Kindern in Marchegg geboren. Er erlernte zunächst den Beruf eines Kellners und trat zum 1. Mai 1938 der Waffen-SS bei (SS-Nummer 400.096). Dort nahm Kast 1941 an einem Offizierslehrgang an der SS-Junkerschule Bad Tölz teil und wurde nach erfolgreicher Abschlussprüfung zum 20. April 1941 zum SS-Untersturmführer befördert, was in der Wehrmacht einem Leutnant entsprach. Trotz sechsmaliger Verwundung blieb er bis Kriegsende im Militärdienst, zum 30. Januar 1944 wurde er zum SS-Hauptsturmführer befördert. Im Sommer 1944 wurde er als Kommandeur des zweiten Artillerie-Regiments der 2. SS-Panzerdivision „Das Reich“ eingesetzt. Nach dem Krieg erlernte Kast den Rauchfangkehrerberuf.
Neben seinem Beruf, widmete er sich ab 1950 ständig der Feuerwehr, wo er zahlreiche Funktionen innehatte. Am 4. Dezember 1996 verstarb Kast an den Folgen eines Verkehrsunfalles. Beerdigt wurde er auf dem Friedhof seines Heimatortes Marchegg.

## Wirken bei der Feuerwehr
Im Jahr 1950 trat Josef Kast der Freiwilligen Feuerwehr Marchegg bei und wurde bereits 1953 Kommandant dieser Feuerwehr. Aufmerksam wurde man in höheren Ebenen, als er die Einsatzleitung bei der Hochwasserkatastrophe im Jahr 1954 innehatte.
Aber auch bei den niederösterreichischen Feuerwehrleistungsbewerben im Jahr 1958 in Hainburg wurde Kast vom damaligen Landeskommandanten Karl Drexler als Wettkampfleiter eingesetzt, er leitete auch den Bewerb und das Feuerwehrleistungsabzeichen in Gold von 1958 bis 1976. Im folgenden Jahr wurde er Landesfeuerwehrrat, eine Funktion, die dem heutigen Bezirksfeuerwehrkommandanten entspricht, für den Bezirk Gänserndorf gewählt. Im Jahr 1961 wurde Kast Wettkampfleiter bei den ersten Internationalen Feuerwehrwettkämpfen des Weltfeuerwehrverbandes CTIF in Bad Godesberg.
In den Folgejahren schuf Josef Kast die Feuer- und Bergebereitschaften (FuB-Bereitschaften), den Vorgänger des heutigen Katastrophenhilfsdienstes in den einzelnen Bezirken. 1968 wurde er Landesfeuerwehrkommandantstellvertreter.

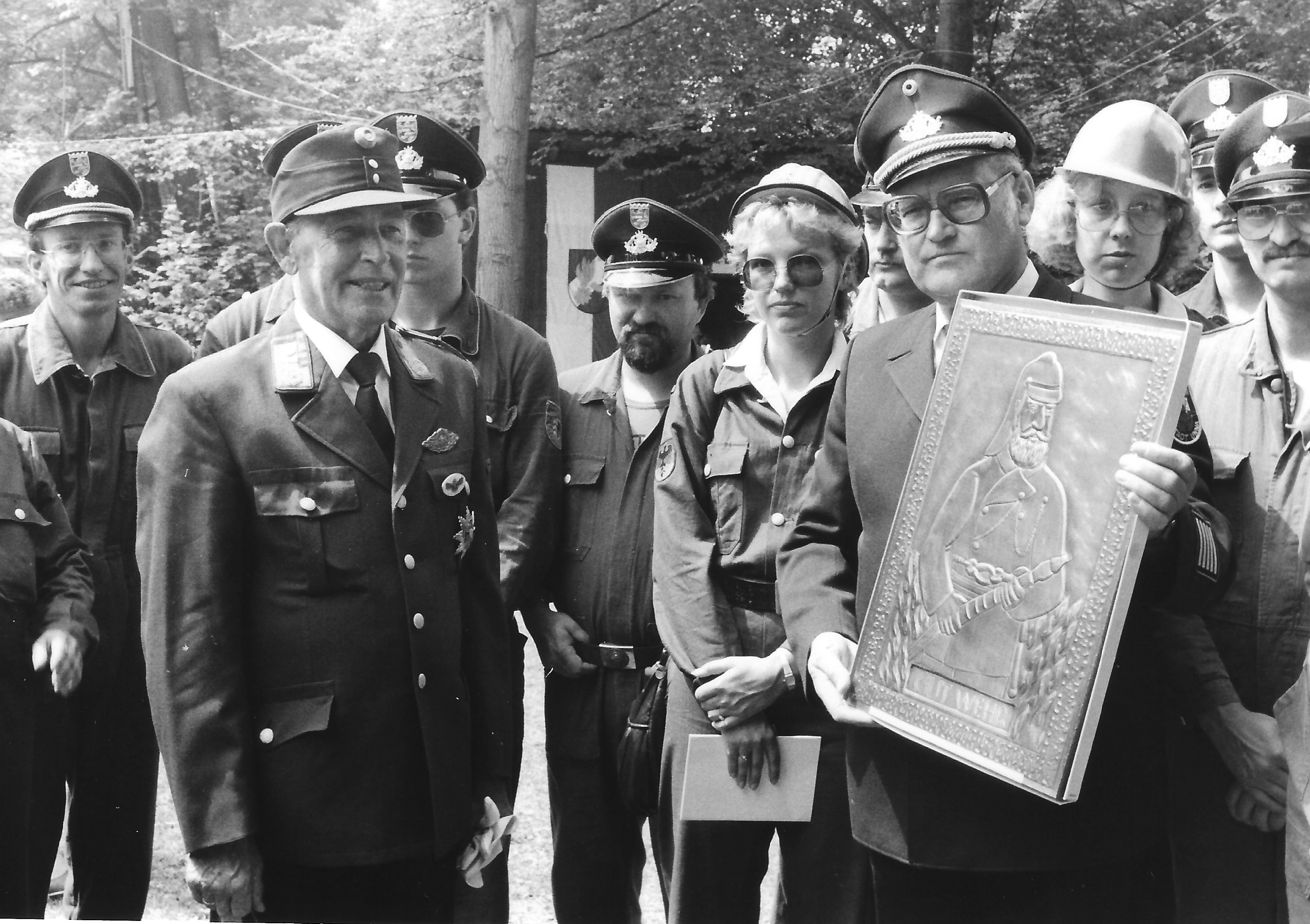
Sepp Kast (2.v.l.) und DFV-Delegation mit Franz-Josef Sehr (links) bei Feuerwehrwettkämpfen des CTIF 1985

1976 wurde Kast nach dem Tod Ferdinand Hegers zum neuen Landesfeuerwehrkommandanten gewählt. Im Bundesfeuerwehrverband wurde er zeitgleich auch zum Vizepräsidenten des Verbandes gewählt. Präsident wurde Josef Kast zwei Jahre später im Jahr 1978 (Bundesfeuerwehrtag in Wiener Neustadt als Nachfolger von Ladislaus Widder). Im Weltfeuerwehrverband CTIF wurde er 1981 zum Vizepräsidenten gewählt. Im Jahr 1982 trat Kast auf Grund der Altersbegrenzung auf 65 Jahre als Landeskommandant zurück, während er im ÖBFV noch bis 1988 als Präsident weiterhin tätig war.
Eines seiner großen Verdienste war die Klärung der Versicherungsfrage bei Unfällen im Feuerwehrdienst. Seit damals zählen solche Unfälle als Arbeitsunfälle und die Kosten werden von der Allgemeinen Unfallversicherungsanstalt (AUVA) getragen.
Sein Enkel, Georg Schicker, hat die Funktion des Bezirksfeuerwehrkommandanten im Bezirk Gänserndorf seit 2006 inne.

## Auszeichnungen
- 1981: Silbernes Komturkreuz des Ehrenzeichens für Verdienste um das Bundesland Niederösterreich[6]